# Osiedle Hetmańskie

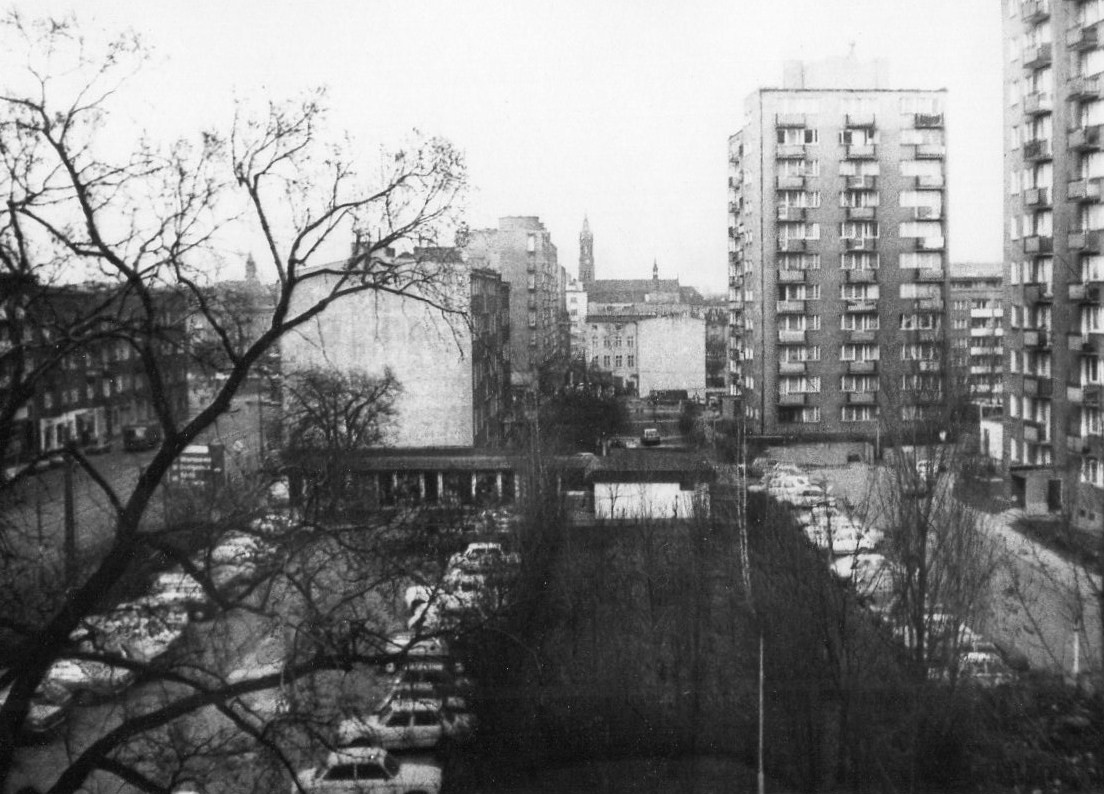
Osiedle Hetmańskie, widok z wieżowca MPK (wysokościowiec Hetmańska 52) w marcu 1991

Plan osiedla Hetmańskiego (2012)

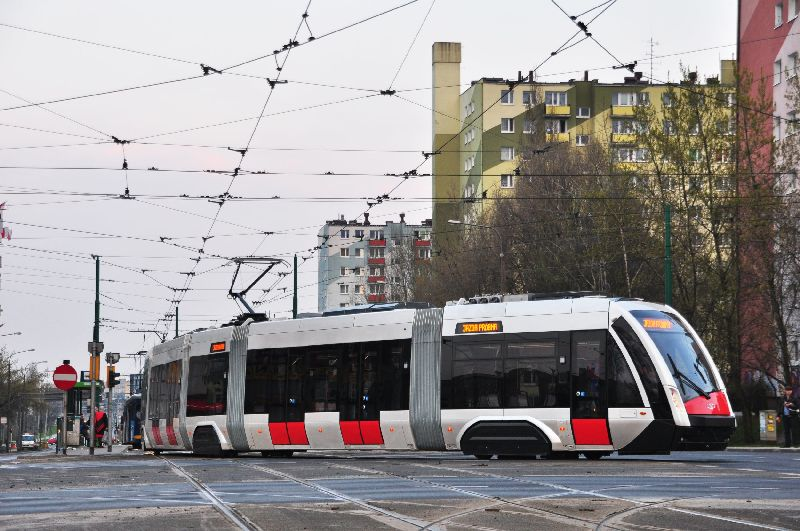
Osiedle Hetmańskie od strony skrzyżowania ulic Hetmańskiej z Głogowską, w tle przystanek tramwajowy Głogowska/Hetmańska (2010)

Osiedle Hetmańskie – osiedle mieszkaniowe w Poznaniu, na położone na terenie osiedla samorządowego Św. Łazarz, wzniesione w latach 1969–1973, w stylu modernistycznym a jednocześnie obszar Systemu Informacji Miejskiej pod nazwą Osiedle Hetmańskie HCP.

## Granice
Wedle Systemu Informacji Miejskiej jednostka obszarowa Osiedle Hetmańskie HCP znajduje się w granicach:
- od wschodu: ulicą Dmowskiego
- od południa: skrajem zajezdni tramwajowej
- od zachodu: ulicą Głogowską
- od północy: ulicą Hetmańską

## Architektura i położenie
Osiedle składa się z siedmiu 11-kondygnacyjnych bloków mieszkaniowych (wysokościowców), w których ulokowano 846 mieszkań i 1 lokal biurowy. Całość znajduje się w kwadracie ulic: Głogowska (na zachodzie) - Hetmańska (od północy) - Romana Dmowskiego (na wschodzie). Do 1989 osiedle w osi północ-południe dzieliła ulica Świeża (obecnie bez nazwy). Na południu teren osiedla ogranicza zajezdnia tramwajowa S1 MPK Poznań przy ul. Głogowskiej. Na zespół składają się budynki:
| Adres                                                         | Lokali | Budowa    | Nr roboczy Kolejność budowy |
| ------------------------------------------------------------- | ------ | --------- | --------------------------- |
| ul. Głogowska 129                                             | 121    | 1972-1973 | 7                           |
| ul. Dmowskiego 62                                             | 121    | 1969-1971 | 1                           |
| ul. Hetmańska 52                                              | 121    | 1972-1973 | 6                           |
| ul. Hetmańska 54                                              | 121    | 1972-1973 | 5                           |
| ul. Hetmańska 56                                              | 121    | 1971-1972 | 4                           |
| ul. Hetmańska 58a                                             | 121    | 1971-1972 | 3                           |
| ul. Hetmańska 62                                              | 121    | 1969-1971 | 2                           |
| ul. Hetmańska 58 kotłownia (641,7 m²), hydrofornia, warsztaty |        |           |                             |
| boksy garażowe                                                |        | 1972      |                             |
| RAZEM:                                                        | 847    |           |                             |

## Historia
Osiedle wybudowała Spółdzielnia Mieszkaniowa im. Hipolita Cegielskiego, założona 18 lipca 1958, z inicjatywy pracowników HCP. Pierwsze lokale oddano do użytku 17 grudnia 1958 w innych częściach miasta. Spółdzielnia zarządzała także lokalami innych firm z terenu miasta (np. ZNTK, Stomil, czy gazownia).
W 1969 rozpoczęta została budowa bloków, jednak nie ukończyła się ona powodzeniem. Po 3 latach przerwy, w 1971, praca nabrała tempa. Budynki postawiono w ciągu 3 lat (1971 – 1973), a oddanie ich do użytku opóźniały nie wykończone elewacje. Ostatecznie w 1976 roku została zrealizowana całość inwestycji w zakresie budownictwa mieszkaniowego (planowana była niezrealizowana budowa pawilonu handlowego).
Na początku budowy osiedle nazywano Osiedlem Głogowska-Hetmańska, 31 maja 1971 w wyniku konkursu zmieniono jego nazwę na Osiedle Hetmańskie HCP. Obecną nazwę osiedle uzyskało przed 1991.
1 stycznia 1973 wydzielono dla osiedla osobną administrację. Z dniem 1 kwietnia 1982 zlikwidowano tę administrację, a osiedle przyłączono do administracji osiedli na Wildzie.
Po 1989 odnowiono elewacje, zmodernizowano kotłownie (lata 1997 – 2000), wyremontowano chodniki oraz uporządkowano zieleń. 
Na osiedlu brak większego ośrodka handlowego - sklepy, gastronomia i usługi funkcjonują wokół, zwłaszcza przy ul. Głogowskiej. Dojazd zapewniają liczne linie tramwajowe oraz autobusowe do węzła Głogowska/Hetmańska, funkcjonującego u stóp bloków:
- linie tramwajowe[7]
  - 1 Franowo ↔ Junikowo
  - 5 Górczyn PKM ↔ Zawady
  - 7 Ogrody ↔ Połabska
  - 11 Piątkowska ↔ Unii Lubelskiej
  - 14 Górczyn PKM ↔ os. Sobieskiego
  - 17 Górczyn PKM ↔ Starołęka PKM
- linie autobusowe dzienne[8]
  - 179 Dębiec PKM ↔ Kacza (przystanki Głogowska/Hetmańska i Dmowskiego)
- linie autobusowe nocne[9]
  - 213 Dębiec PKM ↔ Mogileńska
  - 218 Franowo ↔ os. Sobieskiego
  - 223 Kacza ↔ Zieliniec (wybrane kursy do przystanku Mogileńska)